# Championnat de France N3H de kayak-polo
 (avril 2023).
Le championnat de France N3H de kayak-polo est une compétition de kayak-polo regroupant des équipes masculines françaises depuis [Quand ?] et correspondant à la troisième division.

## Présentation
Le championnat se déroule généralement de mars à juillet, où les équipes disputent en moyenne 4 matchs durant le week-end. Leur fonctionnement est comme celui des autres sports, il y a des matchs aller et retour puis un classement est fait en fin de saison. 

## Localisation des équipes
| Carte de France · Acigné · Auxerre · Caen · Cestas · Château-Thébaud · Corbeil-Essonnes · Descartes · Grenoble · Lœuilly · Meulan · Pontivy · Saint Grégoire · Saint-Omer · Willems |

Localisation des équipes du championnat de France N3H de kayak-polo 2008-2009